# Robert Estienne
Robert Estienne (Paris, 1503 – Genebra, 7 de Setembro de 1559), também conhecido pelo nome latinizado Roberto Estéfano ou Stephanus, foi um tipógrafo ou impressor parisiense do Século XVI, especialmente conhecido por ter sido o primeiro a imprimir a Bíblia com a inclusão de capítulos e versículos numerados.

## Anos iniciais
Henri Estienne, o Velho (1460-1520), pai de Robert, era um tipógrafo famoso, tendo publicado algumas das melhores edições de livros produzidas na Renascença. O seu trabalho incluía obras académicas e bíblicas para a Universidade de Paris, especialmente para a sua faculdade de Teologia, a Sorbona. Após a morte do pai, a sua mãe voltou a se casar com Simon de Colines cuja actividade também era a impressão.

## Tipógrafo de renome
Robert Estienne, seguiu a profissão do seu pai e do padrasto, o ofício da impressão. Pouco se sabe sobre o seu grau de escolaridade, no entanto, desde cedo na vida, ele aprendeu o latim, e também aprendeu o grego e o hebraico. Em 1526, quando passou a gerir a prensa que pertencia ao seu pai, Robert já era reconhecido como um erudito de elevado nível linguístico. Embora publicasse edições críticas da literatura latina e de outras obras eruditas, o seu grande interesse dirigia-se para a impressão da Bíblia. Robert Estienne tomou como objectivo pessoal restabelecer o mais possível o texto original da Bíblia Vulgata latina de Jerónimo de Estridão, traduzida no Século V.

### A Bíblia de Estienne
Recorreu aos melhores e mais antigos manuscritos que existiam. Pesquisou detalhadamente nas bibliotecas de Paris e arredores. Em localidades tais como Évreux e Soissons, Estienne descobriu diversos manuscritos antigos, um deles aparentemente do Século VI. Estienne comparou cuidadosamente os diversos textos latinos, passagem por passagem, escolhendo apenas a que parecia ser mais autêntica. A obra resultante, a Bíblia de Estienne, foi primeiro publicada em 1528 e foi um passo significativo para o refinamento textual da Bíblia. Seguiram-se edições aprimoradas por Estienne. Outros, antes dele, já haviam tentado corrigir a Vulgata, mas a edição publicada por Estienne foi a primeira a incluir informação crítica. Estienne indicava nas margens onde havia omitido certas passagens duvidosas ou onde era possível haver mais de uma versão. Ele também anotou como fonte os manuscritos que autorizavam as correcções que resolveu introduzir.[carece de fontes?]
Em vez de usar os caracteres góticos, complexos, originários da Alemanha, Estienne foi um dos primeiros a imprimir a Bíblia inteira em fontes romanas, mais finas de mais fácil leitura, hoje de uso comum. Ele forneceu também muitas remissões recíprocas e notas filológicas para ajudar a esclarecer certas passagens bíblicas.[carece de fontes?]
Muitos nobres e prelados apreciavam a Bíblia de Estienne, porque era melhor do que qualquer outra edição impressa da Vulgata. Em matéria de beleza e utilidade, a sua edição tornou-se padrão e foi rapidamente imitada por toda a Europa.[carece de fontes?]

## Tipógrafo real

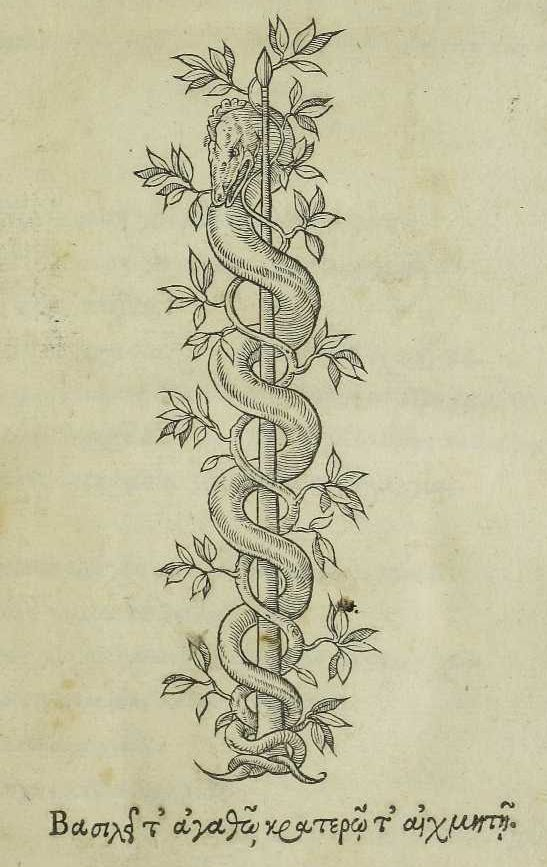
Marca de Robert Estienne

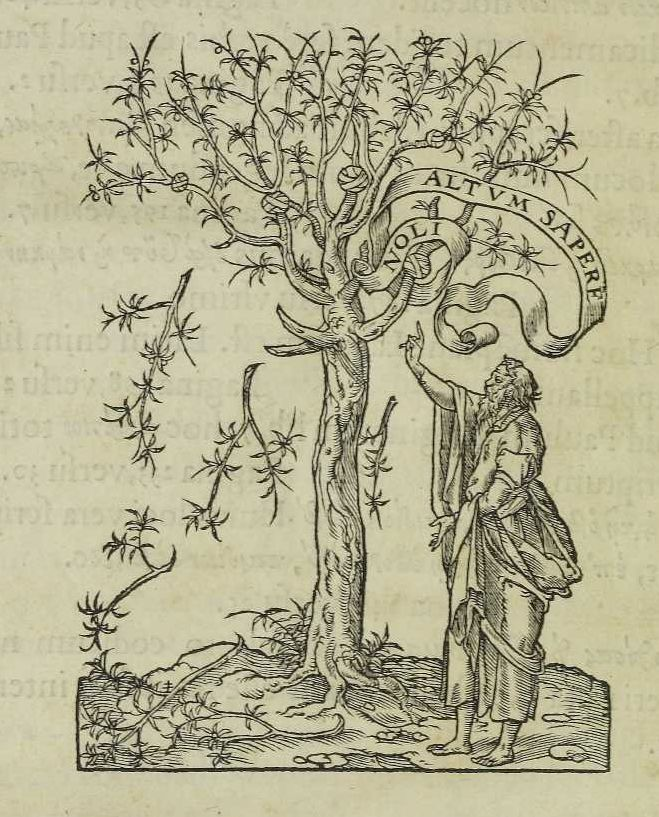
Marca de Robert Estienne

A inovadora engenhosidade e a habilidade linguística de Estienne não deixaram de ser notadas por Francisco I, Rei de França. Estienne recebeu o honroso título de Typographus regius, ou seja, "Tipógrafo Real", permitindo-lhe traduzir e imprimir obras em latim, hebraico e grego. Nessas funções, Estienne produziu algumas das que até hoje são consideradas verdadeiras obras primas da tipografia francesa. Em 1539, começou a produzir a primeira Bíblia hebraica completa impressa na França. Em 1540, introduziu ilustrações na sua Bíblia em latim. Mas, em vez das usuais apresentações fantasiosas de eventos bíblicos, comuns na Idade Média, Estienne forneceu gravuras instrutivas, baseadas em evidência arqueológica, ou em medidas e descrições encontradas no próprio texto bíblico. Estas gravuras xilográficas retratavam em pormenores assuntos tais como a Arca da Aliança, o vestuário do Sumo Sacerdote de Israel, o Tabernáculo e o Templo de Salomão.
Nesta época, produziu numerosas edições de obras gramaticais e outros livros académicos, incluindo vários de Philipp Melanchthon e de escritores clássicos, tais como Dião Cássio, Eusébio de Cesareia, Cícero, Salústio, Júlio César, Juniano Justino e Sozomeno. Várias destas obras, especialmente as edições gregas, foram impressas com fontes produzidas por Claude Garamond), tornando-as famosas pela sua elegância tipográfica.
Estienne passou a produzir também a primeira edição crítica do Novo Testamento, ou seja, das escrituras gregas cristãs. Embora as primeiras duas impressões do texto grego feitas por Estienne similares à obra de Desidério Erasmo, Estienne acrescentou na terceira edição, de 1550, as citações e as remissões de cerca de 15 manuscritos, inclusive do Códice Bezae do Século V e da Septuaginta. Esta edição feita por Estienne teve tão ampla aceitação, que se tornou a base do chamado Textus Receptus, ou Texto Recebido, em que se basearam muitas das traduções posteriores, inclusive a versão do português João Ferreira de Almeida, de 1681.

## Oposição
Quando as ideias de Martinho Lutero e de outros Reformadores se espalharam pela Europa, a Igreja Católica procurou regulamentar o que se poderia ler. Em 15 de Junho de 1520, o Papa Leão X emitiu uma bula ordenando que não se imprimisse, vendesse ou lesse em nenhum país católico qualquer livro que contivesse "heresias", exigindo das autoridades políticas o cumprimento da bula dentro dos seus domínios. Na Inglaterra, o Rei Henrique VIII confiou a tarefa da censura ao bispo católico Cuthbert Tunstall. Na maior parte da Europa, porém, a autoridade incontestável em assuntos de doutrina, só superada pela do Papa, era o corpo docente de teólogos da Universidade de Paris — a Sorbona. Na verdade, a Sorbona era considerada a porta-voz da ortodoxia católica, o baluarte da fé católica. Os censores da Sorbona opunham-se a todas as edições críticas e às traduções vernáculas da Vulgata, considerando-as não somente "inúteis para a igreja, mas prejudiciais". A maior parte do corpo docente não conhecia o hebraico e o grego, mas ainda assim desprezava os estudos de Estienne e de outros eruditos da Renascença, que pesquisavam o sentido original das palavras usadas na Bíblia. Um professor da Sorbona chegou mesmo a dizer que "propagar um conhecimento do grego e do hebraico operaria a destruição de toda a religião".
Embora as primeiras edições da Vulgata de Estienne tivessem passado pelos censores da faculdade, isso não aconteceu sem controvérsia. No Século XIII, a Vulgata foi considerada a Bíblia oficial da Universidade, e, para muitos, o seu texto era infalível. O corpo docente até mesmo condenara o respeitado erudito Erasmo pelo seu trabalho na Vulgata. Que um tipógrafo leigo, local, tivesse a audácia de corrigir o texto oficial era alarmante para alguns.
Outra preocupação para os teólogos da Sorbona eram as notas marginais de Estienne. Estas notas lançavam dúvida sobre a legitimidade do texto da Vulgata. O desejo de Estienne de esclarecer certas passagens resultou na acusação de se intrometer no domínio da teologia. Ele negou a acusação, afirmando que suas notas eram apenas breves resumos ou eram de natureza filológica. Por exemplo, a sua nota sobre Génesis 37:35 explicava que a palavra "inferno". usada ali na Vulgata, não podia ser entendida como lugar de punição. O corpo docente acusou-o de negar a imortalidade da alma e o poder de intercessão dos santos.
No entanto, Estienne continuava a gozar do favor e da protecção do Rei. Francisco I mostrava muito interesse nos estudos renascentistas, em especial da obra do seu tipógrafo real. Relata-se que Francisco I chegou a visitá-lo certa vez e esperou pacientemente enquanto Estienne fazia umas correcções de última hora num texto. Com o apoio do Rei, Estienne resistiu à Sorbona.
No entanto, em 1545, certos eventos aumentaram a oposição da Sorbona contra Estienne. As universidades católicas de Colónia, Alemanha, de Louvain, Bélgica e de Paris, haviam anteriormente concordado em colaborar na censura de ensinos não ortodoxos, numa tentativa de travar a Reforma Protestante. Os inimigos de Estienne estavam confiantes que bastaria a autoridade conjugada das faculdades de Louvain e de Paris para convencer Francisco I dos erros do seu impressor. No entanto, alertado sobre estas intenções, Estienne chegou ao Rei primeiro. Estienne sugeriu que, se os teólogos apresentassem uma lista de eventuais erros, ele estaria disposto a imprimir essas correcções em cada Bíblia vendida. O Rei aceitou esta solução encarregando a Pierre du Chastel, o leitor real, para tratar deste assunto. Em Outubro de 1546, o corpo docente escreveu a Du Chastel, protestando que as Bíblias de Estienne eram "alimento para os que negam a nossa Fé e apoiam as heresias em voga", estando tão cheias de erros a ponto de merecer na sua "totalidade, ser extintas e exterminadas". Não ficando convencido, o Rei ordenou pessoalmente que o corpo docente da faculdade apresentasse as censuras, o que acabou por nunca acontecer.
Francisco I faleceu em Março de 1547 e assim Estienne perdeu o seu mais forte aliado contra o poder da Sorbona. Quando Henrique II ascendeu ao trono, ele renovou a ordem de que o corpo docente apresentasse as correcções. No entanto, observando como os príncipes alemães usavam a Reforma para fins políticos, Henrique II estava menos preocupado com as supostas vantagens ou desvantagens das Bíblias do Tipógrafo do Rei do que com manter a França católica e unida sob o seu novo rei. Em 10 de Dezembro de 1547, o Conselho Privado do Rei decidiu que as vendas das Bíblias de Estienne fossem proibidas até que os teólogos apresentassem sua lista de censuras.

### Acusado de heresia
O corpo docente entregou o caso de Estienne a um tribunal especial recém-estabelecido para julgar casos de heresia. Este tribunal ficou conhecido como chambre ardente, ou "câmara ardente". Cerca de 60 vítimas foram executadas, inclusive alguns tipógrafos e livreiros, queimados vivos na Praça Maubert. A casa de Estienne, localizada a poucos minutos da famigerada praça, foi várias vezes saqueada em busca de evidências contra ele. Mais de 80 testemunhas foram interrogadas. Prometeu-se aos informadores um quarto dos bens dele caso fosse condenado por heresia. Mesmo assim, a sua única prova era o que Estienne imprimira abertamente nas suas Bíblias.
Quando o Rei ordenou novamente que a lista das censuras do corpo docente fosse entregue ao seu Conselho Privado obteve por resposta que "os teólogos não têm por hábito assentar por escrito os motivos pelos quais condenam algo como herético, mas respondem apenas verbalmente, o que terá de aceitar, do contrário não haverá fim de se escrever". Henrique II concordou e impôs a proscrição definitiva. Quase todas as obras bíblicas que tinham sido produzidas por Estienne foram condenadas. Embora ele tivesse escapado das chamas da Praça Maubert, decidiu deixar a França em face da proscrição total das suas Bíblias e do risco de morte que corria.

### Expatriação
Em Novembro de 1550, Estienne mudou-se para Genebra, na Suíça. O corpo docente tornara ilegal na França publicar qualquer Bíblia a não ser a Vulgata. Estienne, então livre para publicar, reimprimiu o seu "Novo Testamento" grego em 1551, com duas versões latinas, a Vulgata e o texto de Erasmo, em colunas paralelas. Acompanhou isso em 1552 com uma tradução francesa das Escrituras Gregas em colunas paralelas com o texto latino de Erasmo. Nestas duas edições, Estienne introduziu o sistema de dividir o texto bíblico em versículos numerados — o mesmo sistema hoje usado universalmente. Embora outros já antes tivessem tentado sistemas diferentes para a separação em versículos, o de Estienne tornou-se a forma aceita. A Bíblia que publicou em francês, de 1553, foi a primeira Bíblia completa com o seu sistema de separação por versículos.
A Bíblia latina de 1557 em duas versões, também é digna de nota pela inclusão do nome de Deus dos israelitas, na forma Jehova, em todo o Antigo Testamento ou Escrituras Hebraicas. Na margem do segundo Salmo, ele observou que a substituição de Adonai em lugar do Tetragrama hebraico (הוהי) baseava-se exclusivamente na superstição judaica e devia ser rejeitada. Nesta edição, Estienne usou o grifo para indicar as palavras em latim acrescentadas para completar o sentido do hebraico. Esta técnica foi mais tarde adoptada por outras Bíblias, um legado que muitas vezes tem intrigado os leitores actuais, acostumados com o uso moderno do grifo para mostrar ênfase.
Estienne, decidido a colocar sua erudição à disposição de outros, dedicou sua vida à divulgação da Bíblia. Pouco antes da sua morte, em 1559, Estienne trabalhava numa nova tradução das Escrituras Gregas. Perguntaram-lhe: "Quem a vai comprar? Quem a vai ler?". Ele respondeu: "Todos os homens instruídos de devoção piedosa."

## Filhos
Três dos filhos de Robert Estienne, Henry, Robert, e François, tornaram-se tipógrafos ou impressores famosos. François, o terceiro filho, nascido em 1540 possuía a sua própria tipografia em Genebra, entre 1562 e1582, imprimindo numerosas edições da Bíblia em Latim e Francês, bem como algumas obras de Calvino. Alguns escritores franceses identificam-no com um tipógrafo de apelido Estienne, existente na Normandia para onde François alegadamente emigrou em 1582.
Robert, o segundo filho (1530–1570), começou o seu trabalho em Paris, por sua própria conta em 1556, e em 1563, tal como havia acontecido com o seu pai, recebeu o título de Typographus regius ou Tipógrafo Real. Envolveu-se especialmente na impressão de obras civis, não religiosas.
Manteve-se fiel à Igreja Católica, recebendo assim o apoio de Carlos IX, conseguindo assim, por volta de 1563, restabelecer a tipografia do seu pai em Paris. A reimpressão que efectuou do Novo Testamento editado anteriormente pelo seu pai, similar em qualidade e elegância, é agora extremamente rara e valiosa.